# Барский, Лев Миронович
Лев Миро́нович Ба́рский (рум. Lev Barschi; 12 [25] ноября 1909, Старая Кульна, Херсонская губерния — 11 декабря 1974, Кишинёв) — молдавский советский прозаик и драматург.

## Биография
Родился в 1909 году в приднестровском селе Старая Кульна (ныне — Подольск, Подольский район Одесской области Украины) в бедной еврейской семье; учился в сельской школе. Окончил педагогические курсы в Балте (тогда столице Молдавской АССР) и работал учителем в сельских школах. В 1931—1938 годах сотрудничал в газетах Молдавской АССР, где помимо публицистики начал публиковать рассказы; был членом редакции газеты «Плугарул рошу» (Красный пахарь). Первый сборник рассказов «Спре вяца ноуэ» (К новой жизни) появился в 1933 году в Тирасполе, где писатель жил до 1937 года. В 1938—1939 годах работал учителем в селе Точилино Одесской области, затем вновь возвратился в Тирасполь.
В 1940 году Барский окончил Литературный институт имени А. М. Горького в Москве и стал ответственным секретарём новообразованного в Кишинёве Союза Писателей Молдавской ССР.
Член ВКП(б) с 1941 года. С декабря 1941 года — на фронтах Великой Отечественной войны, инструктор-литератор 7-го отдела политуправления (Южный фронт, Черноморская группа, северная группа войск Закавказского фронта, отдельная приморская армия), с июня 1944 года — начальник отдела информации редакции газеты «Новый голос»; майор. В 1945 году продолжил службу в Бухаресте, где работал редактором советской газеты на румынском языке. В 1948 году демобилизован и вернулся в Кишинёв.
В конце 1950—1960-x годах Барский был председателем Союза писателей Молдавской ССР.
Написал повести «Поворот» (1935), «На берегу Днестра» (1939), «Ла Флорень» (Во Флоренах, 1952), «Бужоряне» (1959), многочисленные рассказы, романы «Факултатя ноастрэ» (Наш факультет, 1959), «Се ынторк рындунелеле» (Возвращаются ласточки, 1964), «Ла ынчепутурь» (У истоков, 1972), воспоминания о литературной жизни Молдавии, а также пьесы «Штефан Быткэ» (1940), «Жинереле» (Зять, 1956), «Де зиуа та» (Твой день рождения, 1960). Отдельными книгами на молдавском языке вышли пьесы (1957), «Опере» (Сочинения, 1959), роман «Се ынторк рындунелеле» (1964), сборник рассказов «Извоаре» (Источники, 1965).

## Семья
Сын — Валентин Львович Барский (1937—2013), детский травматолог и учёный-медик, кандидат медицинских наук («Лечение чрезмыщелковых и надмыщелковых переломов плечевой кости у детей», 1976), автор монографии «Избранные разделы ортопедии и травматологии» (М., 1993), жил и работал в Хайфе, Израиль.

### Книги в переводах на русский язык
- Во Флоренах (повесть). — Кишинёв: Шкоала советикэ, 1955.
- Бужоряне (повесть). — Кишинёв: Госиздат Молдавии, 1956.
- Штефан Быткэ: пьеса в трёх действиях, семи картинах. — М.: Искусство, 1959.
- Бужоряне (повесть). — М.: Советский писатель, 1959.
- Марица из Вэрен (повесть). — Кишинёв: Картя Молдовеняскэ, 1959.
- Наш факультет (роман). — Кишинёв: Картя Молдовеняскэ, 1962.
- Дорогами жизни (повести и рассказы). — Кишинёв: Картя Молдовеняскэ, 1962.
- Дорогами жизни (роман «Наш факультет» и рассказы). — Кишинёв: Картя Молдовеняскэ, 1963.
- Молдавская новелла (составитель). — Кишинёв: Картя Молдовеняскэ, 1963.
- Край дойны: рассказы молдавских писателей (составитель). — Кишинёв: Картя Молдовеняскэ, 1964.
- Извилины реки (роман и повести). — Кишинёв: Картя Молдовеняскэ, 1968.
- У истоков (роман). — Кишинёв: Литература артистикэ, 1979.

### Книги на молдавском языке
- Опере (Сочинения). — Кишинёв: Картя Молдовеняскэ, 1959.
- Ла ынчепутурь (У истоков). — Кишинёв: Картя Молдовеняскэ, 1972.

## Награды
- Медаль «За боевые заслуги» (02.05.1944)[2]
- Медаль «За оборону Кавказа»[3]
- Орден Красной Звезды (14.09.1945)[3]
- Два ордена «Знак Почёта» (08.06.1960[5] и 22.12.1969[6])